# Debreceni járás
A Debreceni járás Hajdú-Bihar vármegyéhez tartozó járás Magyarországon, amely 2013-ban jött létre. Székhelye Debrecen. Területe 531,13 km², népessége 220 699 fő, népsűrűsége 416 fő/km² volt a 2012. évi adatok szerint. Két város (Debrecen és Hajdúsámson) tartozik hozzá, viszont egyetlen község sem.
Debrecen az állandó járási székhelyek kijelölésétől (1886) a járások 1983-as megszüntetéséig mindvégig járási székhely volt, de a járás csak az 1950-es járásrendezéstől viselte a mai nevét, 1901-ig Balmazújvárosi járásnak, ezután 1950-ig Központi járásnak hívták. Az 1950-es megyerendezés előtt Hajdú vármegyéhez tartozott, utána Hajdú-Bihar megyéhez, majd 2023-tól Hajdú-Bihar vármegyéhez.

## Települései
| Település   | Rang (2013. július 15.)                      | Kistérség (2013. január 1.) | Népesség (2012. január 1.) | Terület (km²) | Településvezető               |
| ----------- | -------------------------------------------- | --------------------------- | -------------------------- | ------------- | ----------------------------- |
| Debrecen    | megyeszékhely megyei jogú város régióközpont | Debreceni                   | 207 594                    | 461,66        | Dr. Papp László (Fidesz-KDNP) |
| Hajdúsámson | város                                        | Hajdúhadházi                | 13 105                     | 69,47         | Antal Szabolcs (Fidesz-KDNP)  |